# فاگرهولت، هابو
فاگرهولت (به سوئدی: Fagerhult)، یک منطقهٔ مسکونی در سوئد است که در بخش هابو شهرستان یونشوپینگ واقع شده‌است. فاگرهولت ۰٫۷۶ کیلومتر مربع مساحت و ۳۱۶ نفر جمعیت دارد.
فاگرهولت در حدود ۱۱ کیلومتری شمال مرکز هابو، در جاده شهرستان ۱۹۵ قرار دارد. در فاگرهولت بزرگ‌ترین شرکت شهرداری ،AB فاگرهولت قرار دارد که لامپ و چراغ‌های سقفی و تجهیزات و تأسیسات اتاق‌های بیمارستانی تولید می‌کند و تقریباً ۲۰۰۰ کارمند دارد.